# Fetch-and-add
Fetch-and-add (pobierz i dodaj) – specjalna instrukcja procesora, która pozwala na modyfikację pamięci w niepodzielny sposób. Ma ona zastosowanie przy implementacji wzajemnego wykluczania i algorytmów współbieżnych w systemach wieloprocesorowych. 
W systemach jednoprocesorowych do realizacji sekcji krytycznej wystarcza wyłączenie/zablokowanie obsługi przerwań przed jej rozpoczęciem. Jednak w systemach wieloprocesorowych, nawet przy zablokowanych przerwaniach, dwa lub więcej procesorów może dokonywać operacji dostępu do tej samej lokacji w pamięci w tym samym czasie. Instrukcja fetch-and-add pozwala procesorowi na atomowe zwiększenie wartości w pamięci, zapobiegając kolizjom od innych procesorów.

## Realizacja
Instrukcja fetch-and-add zachowuje się jak funkcja poniżej. Najistotniejsze jest to, że cała funkcja jest wykonana jako operacja atomowa. Żaden proces nie może przerwać działania funkcji i zarejestrować stan, który istnieje podczas jej wykonywania. Poniższy kod tylko wyjaśnia zachowanie instrukcji fetch-and-add. Jego realizacja rzeczywista wymaga wsparcia sprzętowego i nie może być zaimplementowana jako funkcja wysokiego poziomu.
```
<< operacja atomowa >>

function
 FetchAndAdd(
address
 location) {
    
int
 value := *location
    *location := value + 1
    
return
 value
}
```

### x86
W architekturze x86 od wersji procesora 8086 istnieje instrukcja ADD, w której jednym z argumentów docelowych może być adres w pamięci. Jeśli ową instrukcję poprzedzi się prefiksem LOCK, to jej działanie stanie się operacją atomową w systemach wieloprocesorowych. Jednak za jej pomocą nie można odczytać oryginalnej wartości z pamięci (chociaż można odczytać pewne flagi). Tę możliwość wprowadzono dopiero w procesorze 486 za pomocą instrukcji XADD.

## Języki wysokiego poziomu

### C++
Początkowo standard języka C++ nie definiował metody dla operacji fetch-and-add. Taka funkcjonalność była dostępna dzięki wsparciu systemu operacyjnego, bądź jako rozszerzenie kompilatora. Wraz z pojawieniem się C++11, pojawiły się standardowe mechanizmy ułatwiające korzystanie z wątków takie jak: atomic_fetch_add, atomic_fetch_add_explicit.

### .NET Framework(C#)
W bibliotece standardowej jest dostępna metoda Interlocked.Increment, która implementuje funkcjonalność fetch-and-add.

### Java
Począwszy od wersji 1.5, biblioteka standardowa zawiera pakiet java.util.concurrent.atomic, w którym znajdują się klasy AtomicInteger i AtomicLong zawierające metodę getAndIncrement będącymi  implementacją fetch-and-add.